# Carmen Sarahí
Carmen Sarahí García Sáenz (Nuevo Laredo, Tamaulipas, México; 29 de junio de 1981), conocida simplemente como Carmen Sarahí, es una actriz y cantante mexicana.

## Biografía
Sarahí nació en Nuevo Laredo, Tamaulipas. Es egresada del Centro de Educación Artística (CEA) de Televisa. Ha participado en telenovelas como Rubí, Rebelde, Mujer de madera, Palabra de mujer, Ni contigo ni sin ti, El juramento (Telemundo), y programas como S.O.S.: Sexo y otros secretos, Como dice el dicho, La rosa de Guadalupe y Décadas, donde formó parte del grupo musical Decadance. Formó parte del equipo de Alejandra Guzmán en el reality show mexicano de Televisa La voz México donde estuvo participando en la tercera temporada logrando llegar a la etapa de los Knockouts en donde fue vencida por Carolina Ross.
Su carrera se ha desarrollado principalmente en el teatro musical donde ha formado parte de los elencos de Anita la Huerfanita con Danna Paola, Selena: el Musical, La Fábrica de Santa, La novicia rebelde en el papel de Liesl, Anuncios Personales de los creadores de Friends, Mentiras: el musical en el papel de Lupita, I Love Romeo y Julieta de Manolo Caro supliendo a Eiza González como Julieta, Cats en la edición 2013, y Hoy no me puedo levantar en los personajes de Maria, Ana y Malena.
También tuvo el papel principal (Elsa) de la película animada de The Walt Disney llamada Frozen: Una Aventura Congelada actuando con su voz, donde la película en Hispanoamérica fue un éxito. Es representada por Pablo Ahumada para Epik Talent Industry.

## Carrera

### 2004: Primer paso
Carmen comenzó su carrera artística profesional participando en el musical Anita la Huerfanita del productor y actor Gerardo Quiroz. De ahí llegaron más musicales como Selena el Musical y La Fábrica de Santa con el actor Rubén Cerda y la cual producía Xavier López Miranda, hijo de Chabelo.
En 2007 participa en la apertura de los premios Furia Musical, haciendo un número musical en homenaje a la fallecida cantante del Tex-Mex Selena. 
En 2008 formó parte del elenco de Anuncios Personales, obra de los creadores de Friends junto a los actores Lorena de la Garza, Arturo Barba, Sergio Jurado, Gisela Sehedi y Lalo Ibarra. 

### 2009: Gran oportunidad
En 2009 forma parte del elenco del musical La novicia rebelde en el personaje estelar juvenil de Liesl, junto a actores como la mexicana triunfadora en Broadway Bianca Marroquín, Lisardo, Olivia Bucio y Darío Ripoll entre otros. Después de 100 representaciones, Kika Edgar tomó el rol principal y estuvieron hasta las 300 representaciones en cartelera. 
En 2010 se incorpora a la obra de cámara Mario, bajo la dirección de Emilio Merritt, en una corta temporada en el teatro de la SOGEM Wilberto Canton.
En el mismo tiempo de nuevo llega la oportunidad de hacer televisión en el programa musical Décadas, producido por Giorgio Aresu, formando parte del grupo musical del mismo Decadance. También ese año incursionó en el mundo del doblaje, invitada al casting para una nueva serie de Disney Channel (Latinoamérica) por la directora de doblaje Gaby Cárdenas, El Jardín de Clarilú, y quedándose con el personaje de Loli la libélula. 
En 2012 vuelve a trabajar junto a Merritt en la obra Fix You, finalista en el concurso de la UNAM. Ese mismo año se integra a la poco exitosa obra musical I Love Romeo y Julieta de Manolo Caro, basada en la obra de William Shakespeare, supliendo a la actriz Eiza González en el papel principal. El documental La fabulosa y patética historia de un montaje llamado I love Romeo y Julieta, de Oscar Uriel y Rodrigo Mendoza, que cuenta el proceso de ensayos y estreno de la obra, fue presentado en el Festival Internacional de Cine en Guadalajara.
Después hace una breve temporada de seis meses en el exitoso musical con música de los 80 Mentiras: el musical en el personaje de la secretaria Lupita.

### 2013: Éxito en la pequeña y gran pantalla
En 2013 inició con la preparación para la puesta renovada del musical Cats bajo la producción de Gerardo Quiroznuevamente. Ese mismo año, asistió al casting para ingresar al talent show La voz México en su tercera edición, donde participó en el tercer capítulo llamado "Audiciones a ciegas" (Parte 3) interpretando «Día de suerte» de Alejandra Guzmán. Logró hacer que los cuatro coaches voltearan su silla pero se decidió por el equipo Guzmán y consiguió llegar hasta el capítulo 12 del programa, es decir, a la fase de Knockouts.
Hizo el doblaje hablado y cantado de la película animada Frozen: Una Aventura Congelada como la Reina Elsa es decir uno de los papeles principales, la película logró ser la más taquillera en su reparto (animada) en todo el mundo ocupando el número 5. también el tema de la canción principal «Let It Go» o «Libre Soy» en español fue galardonada por los Premios Óscar como "Mejor canción original" y también como "Mejor película de animación".

### 2014-2019
Una semana antes del estreno de la obra Hoy no me puedo levantar, con música de Mecano se integró al elenco en el personaje de Ana y más tarde alternando el personaje protagónico de María. Formó parte de las dos temporadas del exitoso musical que se presentó en el Teatro Aldama en la Ciudad de México. En el ínter de estas, estuvo en una temporada de Teatro en corto en la obra Busco a mi Príncipe Azul pero soy Daltónica junto a Irán Castillo y Mariana Ávila.
En 2015 repitió el doblaje del personaje de Elsa en el corto de Disney, Frozen Fever, al igual que en la serie Once Upon a Time (serie de televisión). También da voz al personaje invitado de la pingüina Perla en Jake y los piratas del país de Nunca Jamás de Disney XD para TV de cable.
Estrenó el 15 de mayo de ese mismo año por Cartoon Network la miniserie original Long Live the Royals haciendo el doblaje del personaje de la Reina Eleanor.
En 2017 volvió a interpretar a Elsa en el corto Una Aventura Congelada de Olaf, así como en 2018 en Wifi Ralph y en 2019 en Frozen II.

### 2020
El 9 de febrero de 2020, Carmen Sarahí y otras nueve mujeres se unieron a Idina Menzel y Aurora en el escenario durante la 92.ª edición de los Premios Óscar, donde juntas interpretaron "Into the Unknown" en nueve idiomas diferentes: Maria Lucia Heiberg Rosenberg en danés, Willemijn Verkaik en alemán, Takako Matsu en japonés, Carmen Sarahí en español latinoamericano, Lisa Stokke en noruego, Kasia Łaska en polaco, Anna Buturlina en ruso, Gisela en español europeo y Gam Wichayanee en tailandés.
En 2022 participó en un concierto especial llamado A Dream Come True, junto a otros artistas.

### 2024
El 26 de Noviembre, Carmen Sarahí junto a Romina Marroquin, fueron invitadas especiales de la obra Navidad en las peliculas (dirigido por Colegas Musica) en Argentina, Buenos Aires. Fueron 6 éxitosas funciones en el Teatro Gran Rex, en Avenida Corrientes. Una obra navideña que recorre varios clásicos de la época. Este año, al ser Carmen y Romina invitadas, incluyeron las canciones de Frozen y fue todo un éxito. 

## Filmografía

### Cine
| Año  | Título                         | Rol            | Notas             |
| ---- | ------------------------------ | -------------- | ----------------- |
| 2013 | Frozen: Una aventura congelada | Elsa           | Voz               |
| 2015 | Fiebre Congelada               | Elsa           | Cortometraje, Voz |
| 2017 | Una Aventura Congelada de Olaf | Elsa           | Cortometraje, Voz |
| 2018 | Wifi Ralph                     | Elsa           | Voz               |
| 2019 | Frozen II                      | Elsa           | Voz               |
| 2022 | Desencantada                   | Nancy Tremaine | Voz               |

### Televisión
| Año  | Título                                                  | Rol          | Notas                   |
| ---- | ------------------------------------------------------- | ------------ | ----------------------- |
| 2008 | La rosa de Guadalupe                                    | Jovencita    | ep. "A como de lugar"   |
| 2010 | Décadas                                                 | Decadance    | 11 episodios            |
| 2011 | El Jardín de Clarilú                                    | Loli         | Voz                     |
| 2013 | La voz México                                           | Participante | 3 episodios             |
| 2013 | Once Upon a Time                                        | Elsa         | Voz (doblaje de Disney) |
| 2017 | El taller de Julie                                      | Idina Menzel | Voz                     |
| 2020 | Dragones: Equipo de rescate: Secretos de un ala musical | Canción      | Banda sonora            |

### Musicales
| Año       | Título                   | Rol              | Notas                         |
| --------- | ------------------------ | ---------------- | ----------------------------- |
| 2012      | Mentiras: el musical     | Lupita           | Cantante, actriz e Interprete |
| 2013      | Cats                     | Sillabub/Demeter | Cantante, actriz e Interprete |
| 2014-2021 | Hoy no me puedo levantar | Ana/María        | Cantante, actriz e Interprete |
| 2018      | Billy Elliot             | Mamá             | Cantante, actriz e Interprete |